# Gastón Barúa
Ramón Gastón Barúa Lecaros (Callao, 28 de junio de 1936) es un ingeniero, empresario y político peruano. Fue alcalde del distrito de San Isidro en el año 1996 y reelegido en el año 1998.

## Biografía
Nacido en el distrito de Bellavista, ubicado en la ciudad del Callao, el 28 de junio de 1936.
Hizo sus estudios escolares en el Colegio Salesianos y en el Colegio Emilia R. de Lucía. Sus estudios superiores de Ingeniería sanitaria los realizó en la Universidad Nacional de Ingeniería.
Como ingeniero, laboró en el distrito de San Isidro en Lima. Fue gerente del proyecto inmobiliario Miami Beach Peruano en la provincia de Casma en Áncash.
Fue también presidente y gerente de empresas dedicadas a la Habilitación Urbana, edificios comerciales, turístico e industriales. Es consultor en temas de Desarrollo Regional hidroenergética, agroindustrial y minero, así como especialista en concesiones y desarrollo de infraestructura urbana. Ejerció como presidente del Instituto Nacional de la Construcción.

## Trayectoria política
Fue miembro del Partido Popular Cristiano y en el año 1986 fue elegido como regidor municipal del distrito de San Isidro para el periodo 1987-1989. Fue reelegido en el cargo para el periodo 1993-1995.
En 1995 se afilió a Somos Perú, partido político fundado por Alberto Andrade tras haber abandonado el PPC, y participó en las elecciones municipales como candidato a la alcaldía del distrito de San Isidro. Fue luego elegido como alcalde municipal para el periodo 1996-1998. En 1998 postuló a la reelección y tuvo éxito para un segundo mandato municipal.
Volvió a participar en las elecciones municipales por el partido Perú Patria Segura, sin embargo, no resultó elegido.
Fue designado como gerente del Proyecto Especial Chinecas en Áncash, sin embargo en 2015, Barúa fue removido del cargo por el gobernador Waldo Ríos Salcedo.